# Ким Пхённэ
Ким Пхённэ (кор. 김평래, правильная транскрипция имени, также встречается неверный вариант — Ким Пьюнграе, Пйунграе, Пьюн Грае, Пьюн Рэ от англ. Kim Pyungrae; 9 ноября 1987, Южная Корея) — южнокорейский футболист, полузащитник.

## Биография
Выступал за команду сеульского университета «Чунан».
Летом 2009 года перешёл в запорожский «Металлург», вместе с соотечественником Хван Хун Хи. В Премьер-лиге Украины дебютировал 2 августа 2009 года в выездном матче против мариупольского «Ильичёвца» (2:1), он вышел на 62 минуте вместо Евгения Писоцкого. Ким Пхён Нэ стал первым южнокорейским игроком в чемпионате Украины. У Кима была языковая проблема в команде, ему долгое время искали переводчика, к тому же он не знал английского языка. Всего в чемпионате Украины он сыграл 7 матче, также провёл 2 матча в Кубке Украины. В декабре 2009 года стало известно, что он покинул клуб, вместе с партнёром из Южной Кореи. Позже появилась информация Ким Пхён Нэ вместе с Хван Хун Хи может перейти в одесский «Черноморец», однако эта информация была опровергнута.
В начале 2011 года перешёл в клуб «Соннам Ильва Чунма».